# Vâlcelele (gmina w okręgu Călărași)
Vâlcelele – gmina w Rumunii, w okręgu Călărași. Obejmuje miejscowości Floroaica i Vâlcelele. W 2011 roku liczyła 1863 mieszkańców. 